# Johnny Cash at Madison Square Garden
'Johnny Cash at Madison Square Garden es el séptimo álbum en vivo del cantante country Johnny Cash que fue grabado en diciembre de 1969 en el Madison Square Garden en la ciudad de Nueva York, pero no fue lanzado hasta el 2002.

El CD fue grabado a solo 4 de su mundialmente exitoso CD At San Quentin haya sido lanzado, por lo cual probablemente no haya sido lanzado antes. Al igual que en todos los álbumes en vivo que Cash hizo en ese periodo de su carrera, él fue ayudado por las bandas the Tennessee Three (integrados por W.S. Holland, Marshall Grant y Bob Wooton), the Statler Brothers, Carl Perkins y the Carter Family. Se notó en este álbum la ausencia en el show de la esposa de Cash June Carter Cash, quien estuvo embarazada de su único hijo John Carter Cash.
Como muchos de los shows de Cash, la gama de estilos musicales varían desde el country hasta rockabilly e incluso un poco de folk rock. Similar al CD Johnny Cash At San Quentin, Johnny Cash at Madison Square Garden incluye las presentaciones de Perkins, the Statlers y the Carters mientras Johnny estaba abajo del escenario. Sin embargo en este show en particular Cash introdujo a su padre, Ray y Shel Silverstein, quienes escribieronn el mayor éxito pop de Cash, "A Boy Named Sue".

## Canciones
1. Big River – 2:21
(Cash)
2. I Still Miss Someone – 1:37
(Cash y Cash Jr)
3. Five Feet High and Rising – 2:52
(Cash)
4. Pickin' Time – 2:36
(Cash)
5. Remember the Alamo – 2:48
(J. Bowers)
6. Last Night I Had the Strangest Dream – 3:04
(E. McCurdy)
7. Wreck of the Old 97 – 2:14
(J. Cash, B. Johnson y N. Blake)
8. The Long Black Veil – 3:01
(D. Dill y M. Wilkin)
9. The Wall – 1:09
(H. Howard)
10. Send a Picture of Mother – 2:36
(Cash)
11. Folsom Prison Blues – 3:35
(Cash)
12. Blue Suede Shoes – 3:13
(C. Perkins)
13. Flowers on the Wall – 2:32
(L. DeWitt)
14. Wildwood Flower – 3:45
(A.P. Carter)
15. Worried Man Blues – 1:40
(A.P. Carter)
16. A Boy Named Sue – 4:25
(S. Silverstein)
17. Cocaine Blues – 1:57
(T.J. Arnall)
18. Jesus was a Carpenter – 3:40
(C. Wren)
19. The Ballad of Ira Hayes – 3:11
(P. LaFarge)
20. As Long as the Grass Shall Grow – 3:50
(P. LaFarge)
21. Sing a Traveling Song – 3:30
(K. Jones)
22. He Turned the Water into Wine – 3:16
(Cash)
23. Were You There (When They Crucifed My Lord) – 4:16
(canción tradicional pero arreglada por Cash)
24. Daddy Sang Bass – 2:15
(C. Perkins)
25. Finale Medley – 4:45:
  1. Do What You, Do Well
(N. Miller)
  2. I Walk the Line
(Cash)
  3. Ring of Fire
(J. Cash y M. Kilgore)
  4. Folsom Prison Blues
(Cash)
  5. The Rebel - Johnny Yuma
(R. Markowitz y A. Fenady)
  6. Folsom Prison Blues
(Cash)
26. Suppertime – 2:55
(I. F. Stanphill)

## Personal
- Johnny Cash - vocalista y guitarrista
- Carter Family - vocalistas
- Carl Perkins - Guitarra Eléctrica
- Marshall Grant - Bajo Guitarra
- W.S. Holland - Percusión
- Bob Wootton - Guitarra Eléctricas
- The Statler Brothers - Vocalistas
- Tommy Cash - Anunciador